# Terminalia buceras
Terminalia buceras là một loài thực vật có hoa trong họ Trâm bầu. Loài này được Carl Linnaeus mô tả khoa học đầu tiên năm 1759 dưới danh pháp Bucida buceras. Năm 1868, Charles Wright chuyển nó sang chi Terminalia thành Terminalia buceras. Tuy nhiên, trong một thời gian dài người ta vẫn coi nó là thuộc chi Bucida cho tới khi Stace et al. (2010) thiết lập tổ Terminalia sectio Bucida trong chi Terminalia để chứa các loài Bucida ở châu Mỹ này.

## Phân bố
Loài này là bản địa Bahamas, Belize, Colombia, Cộng hòa Dominica, Costa Rica, Cuba, Guatemala, Haiti, Honduras, Jamaica, quần đảo Leeward, Mexico, Nicaragua, Panamá, Puerto Rico, tây nam Caribe, quần đảo Turks và Caicos, Antilles thuộc Venezuela, quần đảo Windward. Du nhập vào Florida, Trinidad và Tobago.